# Caldecott (Rutland)
Caldecott is een civil parish in het bestuurlijke gebied Rutland, in het Engelse graafschap Rutland met 269 inwoners.